# Sofja Kovalevskaja (film)
Sofja Kovalevskaja (russisk: Софья Ковалевская) er en sovjetisk tv-miniserie i tre dele fra 1985 instrueret af Ajan Sjakhmalijeva.
Filmen skildrer den russiske matematiker Sofja Kovalevskaja, der var den første kvinde, der blev tildelt en doktorgrad i matematik, men som måtte forlade Rusland Rusland, og som senere som den første kvinde blev optaget i det russiske videnskabernes selskab. 

## Medvirkende
- Jelena Safonova som Sofja Kovalevskaja
- Vladimir Letenkov som Vladimir Kovalevskij
- Aristarkh Livanov som Maksim Kovalevskij
- Natalja Sajko som Julija Lermontova
- Aleksandr Filippenko som Fjodor Dostojevskij
- Algimantas Masyulis som Karl Weierstrass
- Yelena Solovey
- Yury Solomin
- Pjotr Shelokhonov som Academician Ivan Setsjenov
- Vladimir Letenkov
- Stanislav Landgraf